# ГЕС Цзюйлунтань
ГЕС Цзюйлунтань (居龙滩水电站) — гідроелектростанція на сході Китаю у провінції Цзянсі. Використовує ресурс із річки Таоцзян, лівої притоки Гань (впадає до розташованого на правобережжі Янцзи найбільшого прісноводного озера країни Поянху).
В межах проекту річку перекрили бетонною греблею висотою 29 метрів та довжиною 258 метрів. Вона утримує водосховище з об'ємом 73,6 млн м3 та нормальним рівнем поверхні на позначці 122 метри НРМ (під час повені може зростати до 122,4 метра НРМ).
Інтегрований у греблю машинний зал обладнали двома бульбовими турбінами потужністю по 30 МВт, які використовують напір від 9,5 до 18 метрів (номінальний напір 14,2 метра) та забезпечують виробництво 197 млн кВт-год електроенергії на рік.
Видача продукції відбувається по ЛЕП, розрахованій на роботу під напругою 110 кВ.